# Club Deportivo Cid Jovellanos
El Club Deportivo Cid Jovellanos, conocido como Gijón Vóley, es un equipo de voleibol de Gijón, Asturias (España) que compite en la Superliga 2.

## Historia
Fue fundado el Real Instituto Jovellanos y comenzó a competir en la temporada 1961-1962 en un Campeonato de España Infantil. En 1968 se inscribe en liga nacional como Club Voleibol Jovellanos, y en 2002 se fusiona con el Cid Nuevo Gijón, un club de fútbol que había sido fundado en 1963, pasando a denominarse Club Deportivo Cid Jovellanos.
Ganó dos campeonatos de España escolares en categoría infantil (1966 y 1975) y uno en juvenil (1973). En categoría absoluta ascendió a la máxima categoría en 1982 y 1985, pero renunció a su plaza por motivos económicos. En la temporada 1991-92 debutó finalmente en la máxima categoría y se clasificó para la Copa CEV. En temporada 1994-95 el club mantiene la categoría, pero pierde a su patrocinador, la empresa Esmena, y retorna a la segunda categoría, la Primera División.